# 石峰站
石峰站（韓語：석봉역）是朝鮮民主主義人民共和國咸镜北道富宁郡苍坪里的一個鐵路車站，属于咸北线。

## 邻近车站
咸北线
古茂山站 - 石峰站 - 苍坪站